# Ruanda ai Giochi della XXXII Olimpiade
Il Ruanda ha partecipato ai Giochi della XXXII Olimpiade, che si sono svolti a Tokyo, Giappone, dal 23 luglio all'8 agosto 2021 (inizialmente previsti dal 24 luglio al 9 agosto 2020 ma posticipati per la pandemia di COVID-19) con sei atleti, quattro uomini e due donne.
Si è trattato della decima partecipazione di questo paese ai Giochi estivi.

## Delegazione
| Sport            | Uomini | Donne | Totale |
| ---------------- | ------ | ----- | ------ |
| Atletica leggera | 2      | 1     | 3      |
| Ciclismo         | 1      | -     | 1      |
| Nuoto            | 1      | 1     | 2      |
| Totale           | 4      | 2     | 6      |

## Risultati

### Atletica leggera
Maschile
Eventi su pista e strada
| Atleta          | Evento   | Batteria  | Batteria  | Semifinale | Semifinale | Finale    | Finale    |
| Atleta          | Evento   | Risultato | Posizione | Risultato  | Posizione  | Risultato | Posizione |
| --------------- | -------- | --------- | --------- | ---------- | ---------- | --------- | --------- |
| John Hakizimana | Maratona | N.D.      | N.D.      | N.D.       | N.D.       | DNF       | DNF       |

Femminile
Eventi su pista e strada
| Atleta           | Evento | Batteria  | Batteria  | Semifinale | Semifinale | Finale          | Finale          |
| Atleta           | Evento | Risultato | Posizione | Risultato  | Posizione  | Risultato       | Posizione       |
| ---------------- | ------ | --------- | --------- | ---------- | ---------- | --------------- | --------------- |
| Marthe Yankurije | 5000 m | 15'55"94  | 17ª       | N.D.       | N.D.       | non qualificata | non qualificata |

### Ciclismo

#### Ciclismo su strada
| Atleta        | Evento                  | Tempo | Posizione |
| ------------- | ----------------------- | ----- | --------- |
| Moise Mugisha | Corsa in linea maschile | DNF   | DNF       |

### Nuoto
| Atleta             | Gara                         | Batterie | Batterie | Semifinali      | Semifinali      | Finale          | Finale          |
| Atleta             | Gara                         | Tempo    | Pos.     | Tempo           | Pos.            | Tempo           | Pos.            |
| ------------------ | ---------------------------- | -------- | -------- | --------------- | --------------- | --------------- | --------------- |
| Eloi Imaniraguha   | 50 m stile libero maschili   | 25"38    | 55º      | non qualificato | non qualificato | non qualificato | non qualificato |
| Alphonsine Agahozo | 100 m stile libero femminili | 30"50    | 72ª      | non qualificata | non qualificata | non qualificata | non qualificata |